# تپلیتسه ناد بتشوو
تپلیتسه ناد بتشوو (به چکی: Teplice nad Bečvou) یک منطقهٔ مسکونی در جمهوری چک است که در شهرستان پرژروف واقع شده‌است. تپلیتسه ناد بتشوو ۳٫۷۵ کیلومتر مربع مساحت و ۳۵۴ نفر جمعیت دارد و ۳۳۳ متر بالاتر از سطح دریا واقع شده‌است.